# Готфрід (герцог Алеманії)
Готфрід (Готефрід) (бл. 640 — 709) — герцог Алеманії.

## Життєпис
Походив з роду Агілольфінгів. Про батьків та діяльність замало відомостей. Невідомо коли і за яких обставин змінив на посаді герцога Алеманії Леутарія II. Ймовірніше це сталося десь наприкінці 660-х або на початку 670-х років. На той час володіння герцога Алеманії обмежувалися землями за Рейном (згодом відомі як герцогство Швабія) та сучасною північною Швейцарією.
Був одружений з донькою Теодона II, герцога Баварії. Протягом більшості свого правління боровся з мажордомом Піпіном Герістальським, намагаючись здобути незалежність. У 700 році передав монастирю Святого Гала замок Бібербург (територія сучасного Штутгарта). Помер або загинув 709 року. Після нього почалася боротьба за владу між синами Готфріда — Лантфрідом і Теудебальдом та Віллехарі.

## Родина
Дружина — донька Теодона II Баварського.
Діти:
- Лантфрід (д/н—730), герцог Алеманії 709—730 роки
- Теудебальд (д/н—бл.746), герцог Алманії 709—746 роки
- Оділон (д/н—748), герцог Баварії у 736—748 роках
- Регарда, дружина Гільдепранда, герцога Сполето
- Хуохінг (675—744)
- Ліутфрід